# Kazimierz Brzozowski
Kazimierz Brzozowski (ur. 24 marca 1872 w Płocku, zm. 25 lutego 1952 w Łodzi) – polski lekarz, właściciel drukarni i litografii w Łodzi. 

## Życiorys
Podanie z 22 marca 1899 do władz gubernialnych w Piotrkowie Trybunalskim o koncesję na prowadzenie drukarni uzasadniał małymi dochodami z praktyki lekarskiej, spowodowanymi znaczną konkurencją innych medyków. Zezwolenie otrzymał 12 maja 1899 i uruchomił dwie prasy w lokalu przy ul. Piotrkowskiej 113. 
Drukował akcydensy: tabele, rachunki, cenniki, katalogi, afisze, zaproszenia itp. Produkcja litograficzna dotyczyła przeważnie kolorowych etykiet na wyroby fabryczne i opakowań z nadrukiem.
W 1899 wydrukował 5 niewielkich pozycji o charakterze dziełowym. Zakład zatrudniał wtedy około 20 osób. Od 1900 drukował w kooperacji z drukarnią E. Skowrońskiego w Warszawie kalendarze książkowe Łodzianin, do kolejnych pięciu roczników.
W 1900 przeniósł drukarnię na ul. Zawadzką 12 (obecnie ul. Adama Próchnika) rozbudowując ją, a w 1904 na ul. Zachodnią 37. Była to wówczas jedna z większych artystycznych litografii i drukarni nakładczych, w której wykonano 25 tytułów zleconych oraz 5 własnym nakładem. 
Drukowano w niej również „Gońca Łódzkiego" którego był wydawcą. Wobec otrzymanej 1 lutego 1906 odmowy władz na sprzedaż zakładu redaktorowi tej gazety Stanisławowi Książkowi, 29 maja 1906 do spółki weszli Stanisław Książek, wspólnie z Janem Żółtowskim i stali się współwłaścicielami drukarni K. Brzozowskiego, wówczas wydawcy gazety „Gońca Łódzkiego". W tej sytuacji własnościowej drukarni St. Książek został współwydawcą gazety, a J. Żółtowski, redaktorem odpowiedzialnym. Wkrótce St. Książek i J. Żółtowski zostali właścicielami gazety. „Goniec Łódzki" angażował się w sprawy polityczne i społeczne. Z tego powodu popadał w częste kolizje z cenzurą. Ostatni numer „Gońca Łódzkiego" ukazał się 15 marca 1906, pismo zostało zawieszone i uległo likwidacji.
W latach 1899–1906 w drukarni K. Brzozowskiego i S-ki zostało wydrukowanych ponad 30 publikacji, w tym również o charakterze dziełowym. Wśród nich dwie powieści i jedno opowiadanie pióra brata St. Książka, Władysława, piszącego pod pseudonimem Juliana Łętowskiego. Wśród następnych pozycji były powieści, nowele, podręczniki szkolne i wiele okolicznościowych broszur. Znaczną część produkcji stanowiły akcydensy, o dość zróżnicowanym asortymencie.
Od 3 lipca 1906 właścicielem drukarni K. Brzozowskiego i S-ki został Stanisław Książek, wydawca nowej gazety polskiej „Kurier Łódzki".
W 1937 mieszkał w Łodzi przy ul. J. Kilińskiego 78 i w wykazie mieszkańców figuruje jako doktor medycyny.